# Stéla z Kurchu
Stéla z Kurchu se dnes nachází v Britském muzeu v Londýně. Jedná se o zprávu asyrského vladaře Salmanasara, která popisuje asyrské tažení roku 853 př Kr., kdy došlo k bitvě Asyřanů se spojenými menšími armádami vedenými Hadadeserem z Damašku. Spojencům se podařilo zastavit průnik asyrské armády na jih. Jako jeden ze spojenců Hadadesera je uveden izraelský král Achab.